# Port lotniczy Sines
Port lotniczy Sines – port lotniczy położony w mieście Sines (Portugalia). Obsługuje połączenia krajowe.